# Tadeusz Lampka
Tadeusz Lampka (ur. 10 czerwca 1951 w Elblągu) – polski producent filmowy, członek Polskiej Akademii Filmowej.
W 1976 został absolwentem Wydziału Ekonomiki Produkcji Uniwersytetu Gdańskiego. Dwa lata później (1978) ukończył Wyższe Studium Zawodowe Organizacji Produkcji Filmowej i Telewizyjnej PWSFTviT w Łodzi.
W 2013 odznaczony przez prezydenta Bronisława Komorowskiego Krzyżem Kawalerskim Orderu Odrodzenia Polski. Wyróżniony także Superwiktorem (2007).

## Wybrana filmografia
- 1984: Szaleństwa panny Ewy – kierownictwo produkcji
- 1985: Kukułka w ciemnym lesie – kierownictwo produkcji
- 1988: Piłkarski poker – kierownictwo produkcji
- 1988: Akwen Eldorado – kierownictwo produkcji
- 1990: Historia niemoralna – kierownictwo produkcji
- 1991: Panny i wdowy – kierownictwo produkcji
- 1993: Goodbye Rockefeller – producent
- 1996: Tajemnica Sagali – producent
- 1997: Złotopolscy – producent
- 1998: Spona – producent
- 1999: Gwiazdka w Złotopolicach – producent wykonawczy
- 1999: Na dobre i na złe – producent wykonawczy
- 2000: M jak miłość – producent wykonawczy
- 2000: To my – producent
- 2000: Słoneczna włócznia – producent wykonawczy
- 2000: Zakochani – producent
- 2003: Zróbmy sobie wnuka – producent
- 2004: Nigdy w życiu! – producent
- 2004: Kryminalni – producent realizujący
- 2006: Tylko mnie kochaj – producent
- 2007: Dlaczego nie! – producent
- 2007: Dlaczego nie! – producent realizujący
- 2007: Barwy szczęścia – producent
- 2008: Nie kłam, kochanie – producent
- 2008: Agentki – producent
- 2011: Och, Karol 2 – producent
- 2013: Baczyński – producent
- 2014: Wkręceni – producent
- 2014: Na sygnale – producent realizujący
- 2015: Wkręceni 2 – producent
- 2019: Miszmasz, czyli kogel-mogel 3 – producent